# Mel Stuart
Mel Stuart (New York, 2 september 1928 – Beverly Hills, 9 augustus 2012) was een Amerikaanse documentairemaker, filmregisseur en producent.

## Biografie
Stuart was van Joodse afkomst en werd in 1928 in New York geboren als Stuart Solomon, zoon van Edgar en Cecille Solomon. Hij behaalde zijn diploma aan de New York University in 1949 en werkte voor een reclamebureau. In 1956 trouwde hij met zijn eerste vrouw Harriet Rosalind Dolin, met wie hij drie kinderen had: Madeline, Peter en Andrew. Madeline en Peter waren te zien in Willy Wonka & the Chocolate Factory maar alleen Peter werd vermeld in de aftiteling. Stuart maakte de film voor zijn dochter, die hem vroeg om haar lievelingsboek te verfilmen. Stuart en Dolin scheidden in 1979. Hij trouwde in 1985 met zijn tweede vrouw Roberta Silberman en ze bleven samen tot haar dood in 2011.
Stuart werkte vaak samen met producent David L. Wolper, bij wiens productiebedrijf hij 17 jaar werkte voordat hij freelancer werd. Hij ontving een Emmy Award, een Academy Award-nominatie, een Peabody Award en talloze andere prijzen. Stuart was ook twee jaar lang voorzitter van de International Documentary Association.
Op 9 augustus 2012 overleed Stuart op 83-jarige leeftijd aan huidkanker in zijn huis in Los Angeles (Californië).

## Carrière
Stuart is bekend als regisseur van de fantasymusical Willy Wonka & the Chocolate Factory (1971). Hij regisseerde ook andere speelfilms, waaronder If It's Tuesday, This Must Be Belgium (1969), One Is a Lonely Number (1972) en Mean Dog Blues (1978).
Stuart regisseerde ook speelfilmdocumentaires, waaronder de voor een Oscar genomineerde John F. Kennedy-documentaire Four Days in November (1964), de concertfilm Wattstax (1973) en de sportdocumentaire Running on the Sun: The Badwater 135 (2000).
Daarnaast regisseerde of produceerde hij meer dan 180 films, waaronder de televisiefilms The Triangle Factory Fire Scandal (1979), Bill (1981), The Chisholms (1980) en Ruby and Oswald (1978), de televisieserie Ripley's Believe It or Not! (1983-1984) en de documentaires The Making of the President 1960 (1963), The Making of a President: 1964 (1966), Making of the President 1968 (1969), The Rise and Fall of the Third Reich (1968) en  The Hobart Shakespeareans (2005). Hij werd genomineerd voor een Emmy Award voor de tv-productie Bill, met in de hoofdrol Mickey Rooney.

## Filmografie
Een selectie uit het werk van Stuart:
- Four Days in November (1964)
- If It's Tuesday, This Must Be Belgium (1969)
- I Love My Wife (1970)
- Willy Wonka & the Chocolate Factory (1971)
- One Is a Lonely Number (1972)
- Wattstax (1973)
- Brenda Starr (1976, tv)
- Welcome Back, Kotter (1977, tv)
- Ruby and Oswald (1978, tv)
- Mean Dog Blues (1978)
- The Triangle Factory Fire Scandal (1979, tv)
- The Chisholms (1980, tv)
- Sophia Loren: Her Own Story (1980, tv)
- The White Lions (1981)

Four Days in November (1964) · If It's Tuesday, This Must Be Belgium (1969) · I Love My Wife (1970) · Willy Wonka & the Chocolate Factory (1971) · One Is a Lonely Number (1972) · Wattstax (1973) · Brenda Starr (1976) · Ruby and Oswald (1978) · Mean Dog Blues (1978) · The Triangle Factory Fire Scandal (1979) · The Chisholms (1980) · Sophia Loren: Her Own Story (1980) · The White Lions (1981)